# Buddy Ebsen
Christian Rudolph 'Buddy' Ebsen Jr. (Belleville, 2 april 1908 - Torrance, 6 juli 2003) was een Amerikaanse acteur. Hij maakte in 1935 zijn film- en acteerdebuut als Ted in de romantische filmkomedie Broadway Melody of 1936. In totaal speelde hij in 27 films en 15 televisiefilms. Daarnaast had Ebsen rollen als wederkerende personage in verschillende televisieseries. De omvangrijkste daarvan waren die als Jed Clampett in de komedieserie The Beverly Hillbillies (1962-1971, 274 afleveringen) en die als het titelpersonage in de misdaadserie Barnaby Jones (1973-1980, 178 afleveringen).
Ebsen kreeg in 1960 een ster op de Hollywood Walk of Fame.

## Filmografie
- Broadway Melody of 1936 (1935) - Ted Burke
- Captain January (1936) - Paul Roberts
- Born to Dance (1936) - 'Mush' Tracy
- Banjo on My Knee (1936) - Buddy
- Broadway Melody of 1938 (1937) - Peter Trot
- The Girl of the Golden West (1938) - Alabama (the blacksmith)
- Yellow Jack (1938) - Jellybeans
- My Lucky Star (1938) - Buddy
- Four Girls in White (1939) - Express, an Orderly
- The Kid from Texas (1939) - 'Snifty' Edwards
- They Met in Argentina (1941) - Duke Ferrel
- Parachute Battalion (1941) - Jeff Hollis
- Sing Your Worries Away (1942) - Tommy Jones
- The Chevrolet Tele-Theatre (televisieserie, aflevering Goodbye to Larry K., 1949) - rol onbekend
- Under Mexicali Stars (1950) - Homer Oglethorpe
- Silver City Bonanza (1951) - Gabriel 'Gabe' Horne
- Thunder in God's Country (1951) - Happy Hooper
- Stars Over Hollywood (televisieserie, aflevering Nor Gloom of Night, 1951) - rol onbekend
- Rodeo King and the Senorita (1951) - 'Muscles' Benton
- Utah Wagon Train (1951) - Snooper
- Gruen Guild Playhouse (televisieserie, aflevering Al Haddon's Lamp, 1952) - rol onbekend
- Broadway Television Theatre (televisieserie, vier afleveringen 1952) - rol onbekend
- Schlitz Playhouse of Stars (televisieserie, aflevering The Pussyfootin' Rocks, 1952) - rol onbekend
- Night People (1954) - sergeant Eddie McColloch
- Red Garters (1954) - Ginger Pete
- Davy Crockett, King of the Wild Frontier (1955) - George Russel
- Disneyland (televisieserie, 5 afleveringen 1954, 4 keer 1955) - George Russel
- Studio 57 (televisieserie, aflevering My Baby Boy, 1956) - Ira Farr
- Screen Directors Playhouse (televisieserie, aflevering Every Man Had Two Wives, 1956) - Fred
- Corky and White Shadow (televisieserie, 1956) - Sheriff Mat Brady
- The Mickey Mouse Club (televisieserie, aflevering Every Man Had Two Wives, 1956) - Sheriff Mat Brady
- Davy Crockett and the River Pirates (1956) - George Russel
- Attack (1956) - Sfc. Tolliver, Fox Co.
- Between Heaven and Hell (1956) - Pvt. Willie Crawford
- Strange Stories (televisieserie, aflevering The House, 1956) - rol onbekend
- Climax! (televisieserie, aflevering Carnival at Midnight, 1957) - Ben
- Climax! (televisieserie, aflevering Tunnel of Fear, 1957) - Gaffney
- Playhouse 90 (televisieserie, aflevering Free Weekend, 1958) - Phil
- Northwest Passage (televisieserie, 11 afleveringen 1958-1959) - Sergeant Hunk Marriner
- Bonanza (televisieserie, aflevering The Sisters, 1959) - Sheriff Jesse Sanders
- Playhouse 90 (televisieserie, aflevering A Trip to Paradise, 1959) - Froelich
- Frontier Rangers (1959) - Sergeant Hunk Marriner
- Maverick (televisieserie, aflevering The Cats of Paradise, 1959) - Scratch Madden
- Westinghouse Desilu Playhouse (televisieserie, aflevering The Hanging Judge, 1959) - Bret
- Black Saddle (televisieserie, aflevering The Apprentice, 1960) - Gurney Rhodes
- Lock Up (televisieserie, aflevering Death and Taxes, 1960) - Curley Simmons
- Johnny Ringo (televisieserie, aflevering The Killing Bug, 1960) - Matt Sample
- General Electric Theater (televisieserie, aflevering The Graduation Dress, 1960) - Pa Jericho
- Bronco (televisieserie, aflevering Apache Treasure, 1960) - Sergeant Cass
- Maverick (televisieserie, aflevering The Maverick Line, 1960) - Rumsey Plum
- Riverboat (televisieserie, aflevering The Water of Gorgeous Springs, 1960) - Niles Cox
- Gunsmoke (televisieserie, aflevering Old Fool, 1960) - Hannibal Bass
- Tales of Wells Fargo (televisieserie, aflevering Dead Man's Street, 1960) - rol onbekend
- Rawhide (televisieserie, aflevering Incident of the Stargazer, 1960) - Will Kinch
- King of Diamonds (televisieserie, aflevering King Size Search, 1961) - Anderson
- The Best of the Post (televisieserie, aflevering The Trumpet Man, 1961) - rol onbekend
- Gunsmoke (televisieserie, aflevering All That, 1961) - Print Quimby
- Maverick (televisieserie, aflevering Last Stop: Oblivion, 1961) - Nero Lyme
- 77 Sunset Strip (televisieserie, aflevering Open and Close in One, 1961) - Baxter Kellogg
- The Twilight Zone (televisieserie, aflevering The Prime Mover, 1961) - Jimbo Cobb
- Gunslinger (televisieserie, aflevering Golden Circle, 1961) - Jed Spangler
- The Barbara Stanwyck Show (televisieserie, aflevering Little Big Mouth, 1961) - Dr. Mark Carroll
- Breakfast at Tiffany's (1961) - Doc Golightly
- The Andy Griffith Show (televisieserie, aflevering Opie's Hobo Friend, 1961) - Dave Browne
- Have Gun - Will Travel (televisieserie, aflevering El Paso Stage, 1961) - Elmo Crane
- Have Gun - Will Travel (televisieserie, aflevering The Brothers, 1961) - Bram Holden
- Bus Stop (televisieserie, 2 afleveringen, 1961) - Virge Blessing
- Adventures in Paradise (televisieserie, aflevering One Way Ticket, 1961) - Ben Curtis
- Rawhide (televisieserie, aflevering The Pitchwagon, 1962) - Dr. George Stimson
- Tales of Wells Fargo (televisieserie, aflevering To Kill a Town, 1962) - Lou Reese
- Checkmate (televisieserie, aflevering Side by Side, 1962) - Pete O'Mara
- The Interns (1962) - Dr. Sidney Wohl
- Mail Order Bride (1964) - Will Lane
- The One and Only, Genuine, Original Family Band (1968) - Calvin Bower
- The Andersonville Trial (televisiefilm, 1970) - Dr. John Bates
- The Beverly Hillbillies (televisieserie, 1962-1971) - Jed Clampett
- Hawaii Five-O (televisieserie, aflevering 3,000 Crooked Miles to Honolul, 1971) - Professor Pierce
- Gunsmoke (televisieserie, aflevering Drago, 1971) - Drago
- Bonanza (televisieserie, aflevering The Saddle Stiff, 1972) - Cactus Murphy
- Night Gallery (televisieserie, aflevering The Waiting Room, 1972) - Doc Soames
- The Daughters of Joshua Cabe (televisiefilm, 1972) - Joshua Cabe
- Alias Smith and Jones (televisieserie, aflevering What's in It for Mia?, 1972) - George Austin
- Alias Smith and Jones (televisieserie, aflevering High Lonesome Country, 1972) - Phil Archer
- The Horror at 37,000 Feet (televisiefilm, 1973) - Glenn Farlee
- Tom Sawyer (televisiefilm, 1973) - Muff Potter
- The President's Plane Is Missing (televisiefilm, 1973) - Vice President Kermit Madigan
- Cannon (televisieserie, aflevering The Deadly Conspiracy, 1975) - Barnaby Jones
- The Tiny Tree (televisiefilm, 1975) - Squire Badger (verteller, voice-over)
- Smash-Up on Interstate 5 (televisiefilm, 1976) - Al Pearson
- The People's Command Performance (televisiefilm, 1978) - Presentator
- Leave Yesterday Behind (televisiefilm, 1978) - Doc
- The Bastard (televisiefilm, 1978) - Benjamin Edes
- The Critical List (televisiefilm, 1978) - Charles Sprague
- The Paradise Connection (televisiefilm, 1979) - Stuart Douglas
- Barnaby Jones (televisieserie, 1973-1980) - Barnaby Jones
- The Return of the Beverly Hillbillies (televisiefilm, 1981) - Jed Clampett
- Fire on the Mountain (televisiefilm, 1981) - John Vogelin
- The Yellow Rose (televisieserie, 2 afleveringen, 1984) - Toat Gilmore
- Finder of the Lost Loves (televisieserie, aflevering Old Friends, 1984) - Walter Lewis
- Matt Houston (televisieserie, aflevering onbekend, 1984-1985) - Roy Houston
- Stone Fox (televisiefilm, 1987) - Grandpa
- CBS Summer Playhouse (televisieserie, aflevering The Time of Their Lives, 1987) - Buddy Tucker
- Working Tra$h (televisiefilm, 1990) - Vandevere Lodge
- The Beverly Hillbillies (1993) - Barnaby Jones
- Burke's Law (televisieserie, aflevering Who Killed Nick Hazard?, 1994) - Louie Pike
- King of the Hill (televisieserie, aflevering A Fire-fighting We Will Go, 1999) - Chet Elderson, voice-over

## Trivia
- Ebsens zus Vilma Ebsen (1911-2007) was samen met te zien in zijn filmdebuut Broadway Melody of 1936, als Sally. Voor haar was het haar enige filmrol.

## Privé
Ebsen trouwde in 1985 met Dorothy Knott, zijn derde vrouw. Hij bleef samen met haar tot aan zijn overlijden. Zijn eerste huwelijk was dat met Ruth Cambridge en duurde van 1933 tot en met 1945. Samen met haar kreeg hij dochters Elizabeth en Alix Ebsen. Ebsens tweede huwelijk was met Nancy Wolcott McKeown en duurde van 1945 tot en met 1985. Samen met haar kreeg hij dochters Susannah, Cathy, Bonnie en Kiersten Kiki en zoon Dustin Ebsen. De huwelijken met Cambridge en Keown eindigden allebei in een echtscheiding.
- Biblioteca Nacional de España: XX1575524
- Bibliothèque nationale de France: cb13940826v (data)
- Gemeinsame Normdatei: 1160323739
- International Standard Name Identifier: 0000 0000 6301 7353
- Library of Congress Control Number: n85067141
- MusicBrainz: ab884be9-dafe-4dbb-9bc0-b6167ca6e6f5
- National Archives and Records Administration: 10569356
- Nationale Bibliotheek van Israël: 987007325768205171
- SNAC: w6bp3hsg
- Système universitaire de documentation: 172464129
- Trove: 1082051
- Virtual International Authority File: 24791618
- WorldCat: E39PBJhhpgGJ7cQDd6RRvVkhpP